# Пеницилл Тома
Пеници́лл (пеници́ллий) То́ма (лат. Penicíllium thómii) — вид несовершенных грибов (телеоморфная стадия неизвестна), относящийся к роду Пеницилл (Penicillium).

## Описание
Колонии на агаре Чапека белые, затем бледно-зелёные и серо-зелёные, с многочисленными розовыми склероциями. Реверс светло-жёлтый или розовато-коричневый. Экссудат обильный до практически отсутствующего, прозрачный. На CYA колонии на 14-е сутки 4,5—6,5 см в диаметре, бархатистые, обильно спороносяшие по всей поверхности в жёлто-зелёных тонах, затем становятся тускло-серыми, с неправильно изорванным краем. Экссудат в виде многочисленных янтарно-коричневых капелек. Растворимый пигмент янтарно-коричневый. Реверс в коричных тонах. На агаре с солодовым экстрактом (MEA) колонии обильно спороносящие, концентрически-зонистые, с очень многочисленными склероциями, нередко покрывающими почти всю колонию.
Образует жёсткие розовые склероции 300—350 мкм в диаметре. При многократном культивировании штаммы могут дегенерировать и лишаться способности образовывать склероции.
Конидиеносцы одноярусные, с шиповатыми стенками, отчётливо вздутые на верхушке, до 300—400 мкм длиной. Фиалиды по 8—12 в пучке, практически параллельные, с короткой шейкой, 8—13 × 2,5—4 мкм. Конидии эллипсоидальные до почти шаровидных, практически гладкостеные, 3—3,5 мкм, цепочки в рыхлых колонках.

### Отличия от близких видов
Определяется по колониям с исключительно одноярусными кисточками и многочисленными розовыми склероциями.

## Экология
Широко распространённый вид, обычный обитатель почв по всему миру.

## Таксономия
Вид назван по имени американского миколога-микробиолога Чарлза Тома (1872—1956), «отца систематики пенициллов».
Penicillium thomii Maire, Bull. Soc. Hist. Nat. Afr. N. 8: 189 (1917).

### Синонимы
- Citromyces thomii (Maire) Sacc., 1931
- Penicillium corynephorum Pitt & A.D.Hocking, 1985
- Penicillium lividum var. thomii (Maire) Stolk & Samson, 1986
- Penicillium parallelosporum Y.Sasaki, 1950, nom. inval.
- Penicillium patens Pitt & A.D.Hocking, 1985